# Ervenice
Ervenice (em cirílico: Ервенице) é uma vila da Sérvia localizada no município de Tutin, pertencente ao distrito de Ráscia, na região de Ráscia e Sanjaco. A sua população era de 53 habitantes segundo o censo de 2011.

## Demografia
| 1948 | 1953 | 1961 | 1971 | 1981 | 1991 | 2002 | 2011 |
| ---- | ---- | ---- | ---- | ---- | ---- | ---- | ---- |
| 121  | 155  | 172  | 88   | 86   | 75   | 57   | 53   |